# Narin Ghaleh

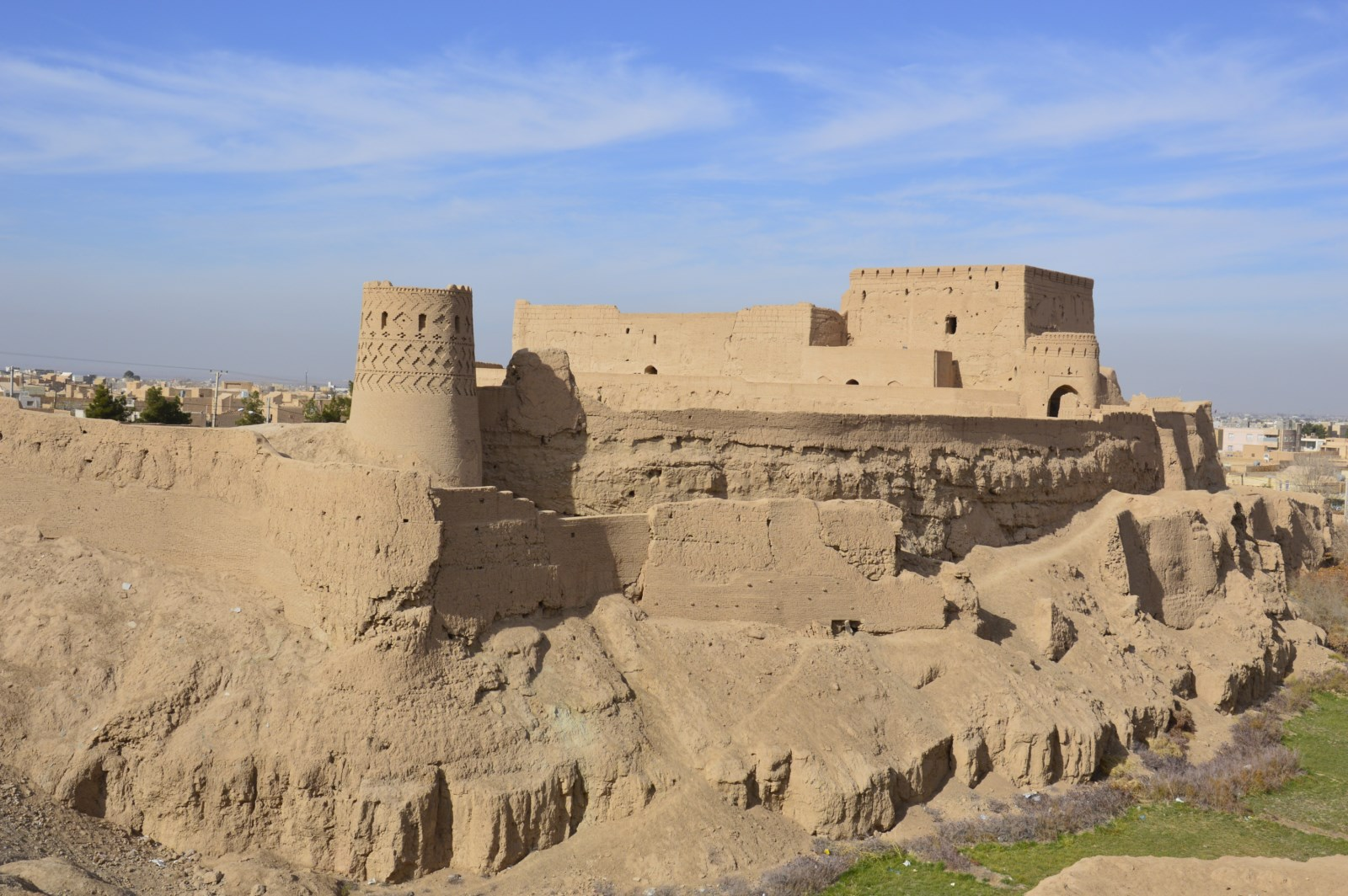
Lehmfestung Narin Ghal'eh

Narin Ghaleh (persisch: نارین قلعه, wörtlich: Feuer-Festung) ist eine aus Stampflehm errichtete Festung über der Stadt Meybod.

## Geschichte
Der Bau geht auf die vorislamische Zeit zurück und besteht aus fünf unregelmäßig ovalen Stockwerken. Jedes Stockwerk hat seinen eigenen Bauplan. Die Anzahl und die Achse der Zimmer und Lagerräume sind unterschiedlich. Die Festung war mit einer tiefen Grube umgeben, um sie vor Attacken möglicher Feinde zu verteidigen. Die runden Wachtürme im Innenhof und im ersten Stockwerk sind gute Belege dafür, dass die Festung im Mittelalter sehr wichtig war.